# Athi
El riu Athi (també conegut com a Galana o Sabaki) és el segon riu més llarg de Kenya després del Tana. Té una llargada total de 390 quilòmetres, i drena una àrea de 70.000 quilòmetres quadrats. El riu comença a la ciutat kenyana d'Athi i desemboca a l'oceà Índic.
El riu neix al bosc de Gatamaiyo com a riu Athi i entra a l'oceà Índic com a Galana.
La presa de Thwake és un complex de preses que s'està construint al riu Athi des de 2021, per la China Gezhouba Group Company. És una presa polivalent que proporciona aigua potable, aigua de reg agrícola, energia hidràulica i altres infraestructures de subministrament d'aigua. L'emmagatzematge d'aigua és de 681 milions de metres cúbics, i està destinat a cases rurals, de la jurisdicció de Konza entre d'altres. La presa va costar 82.000 milions xílings kenyans. Està finançat pel Fons de Desenvolupament Africà.